# Bachy
 Bachy  es una población y comuna francesa, en la región de Norte-Paso de Calais, departamento de Norte, en el distrito de Lille y cantón de Cysoing.

## Demografía
| 864 | 816 | 888 | 1001 | 1134 | 1332 | 1395 |
| Para los censos de 1962 a 1999 la población legal corresponde a la población sin duplicidades (Fuente: INSEE [Consultar]) |     |     |      |      |      |      |